# Healdsburg
Healdsburg ist eine Stadt im Sonoma County im US-Bundesstaat Kalifornien. Das U.S. Census Bureau hat bei der Volkszählung 2020 eine Einwohnerzahl von 11.340 ermittelt.  
Healdsburg wird vom Russian River durchflossen. Die geographischen Koordinaten sind: 38,62° Nord, 122,87° West. Das Stadtgebiet hat eine Größe von 9,8 km². Healdsburg ist ein Weinbauzentrum (siehe hierzu auch die Artikel Russian River Valley AVA, Dry Creek Valley AVA und Alexander Valley AVA) und wurde ursprünglich von Pomo-Indianern besiedelt.
Unweit Healdsburgs liegt Madrona Manor, das 1987 in das National Register of Historic Places aufgenommen wurde.

## Verkehr
Healdsburg ist eine geplante zukünftige Haltestelle auf der Bahnlinie Sonoma-Marin Area Rail Transit. Das südliche Ende der Bahnlinie liegt in Larkspur in unmittelbarer Nähe zur Fähre nach San Francisco.
Der nächste Flughafen ist der Flughafen Sonoma County.

## Söhne und Töchter der Stadt
- Ariana Richards (* 1979), Schauspielerin
- Ralph Rose (1884–1913), Leichtathlet, Olympiasieger im Kugelstoßen
- Hazel Hotchkiss Wightman (1886–1974), Tennisspielerin